# FC LeRK Brno
El FC LeRK Brno fue un equipo de fútbol de República Checa que alguna vez jugó en la desaparecida Primera División de Checoslovaquia, la anterior primera división de fútbol en el país.

## Historia
Fue fundado en el año 1910 en la ciudad de Brno con el nombre Sparta Kralovo Pole, y cambió de nombre en varias ocasiones,las cuales fueron:
- 1910: Sparta Královo Pole
- 1922: SK Královo Pole (Sportovní klub Královo Pole)
- 1948: ZK Sokol GZ Královo Pole (Závodní klub Sokol Gottvaldovy závody Královo Pole)
- 1948: Sokol Královo Pole
- 1953: DSO Spartak Královo Pole (Dobrovolná sportovní organizace Spartak Královo Pole)
- 1954: TJ Spartak Královo Pole Brno (Tělovýchovná jednota Spartak Královo Pole Brno)
- 1961: TJ Spartak KPS Brno (Tělovýchovná jednota Spartak Královopolské strojírny Brno)
- 1963: TJ KPS Brno (Tělovýchovná jednota Královopolské strojírny Brno)
- 1978: TJ KS Brno (Tělovýchovná jednota Královopolské strojírny Brno)
- 1993: FC LeRK Brno (Football Club LeRK Brno)

Su primera aparición en torneos de la desaparecida Checoslovaquia fue hasta 1933, temporada en la que consiguieron el ascenso a la Czech 2. Liga, donde después se convertiría en un equipo yo-yo que pasaría rondando entre la segunda y tercera división.
Fue en la temporada de 1960/61 que conseguiría el ascenso a la Primera División de Checoslovaquia por primera vez en su historia como campeón de la Czech 2. Liga, pero ese fue debut y despedida de la máxima categoría de Checoslovaquia luego de ganar solo un partido de los 26 que jugó y solo acumular 5 puntos durante la temporada, descendiendo de la Czech 2. Liga.
Luego de su presencia en la Primera División de Checoslovaquia por primera y única vez, el equipo pasó entre la segunda y tercera división de Checoslovaquia, exceptuando tres temporadas en la cuarta división hasta la disolución de Checoslovaquia en 1993.
En la temporada 1993/94 el club fue uno de los equipos fundadores de la Czech 2. Liga como la segunda división de la actual república Checa, liga en la que pasó dos temporadas hasta que en 1995 se fusiona con el SK Prostejov y su consecuente desaparición.

## Palmarés
- Czech 2. Liga: 1

1960/61
- Campeonato de Prostejov: 3

1933/34, 1939/40, 1942/43,
- Campeonato de Brno: 5

1946/47, 1950/51, 1957/58, 1959/60, 1987/88
- Liga de Moravia: 1

1940
- Copa de Prostejov: 6

1951, 1952, 1953, 1958, 1959, 1963

## Participación en competiciones de la UEFA
| Temporada | Torneo         | Ronda | Club       | Casa | Visita | Global |
| --------- | -------------- | ----- | ---------- | ---- | ------ | ------ |
| 1960/61   | Copa de Ferias | 1     | Leipzig XI | 2-2  | 1-4    | 3-5    |